# جيم ديفيس (سياسي أمريكي)
جيم ديفيس (بالإنجليزية: Jim Davis)‏ هو سياسي أمريكي، ولد في 11 أبريل 1935، وتوفي في 19 يوليو 2011 في ساينت ماريس في الولايات المتحدة. حزبياً، نشط في الحزب الجمهوري. وقد انتخب عضو مجلس نواب أوهايو.